# Jerzy Mrozowicki
Jerzy Mrozowicki herbu Prus III (ur. ok. 1605, zm. 1677) – sekretarz królewski w latach 1642–1677, deputat na Trybunał Koronny w Radomiu w 1655 r. i Trybunał Główny Koronny w Lublinie w 1674 r., rotmistrz pospolitego ruszenia ziemi halickiej w 1671 r., od 1650 r. pisarz ziemski halicki, poseł na sejmy w latach: 1649, 1650, 1652,1654, 1667 i 1674, podstarości halicki w 1649 r., podstarości lwowski w latach 1643–1649, poseł do hospodara mołdawskiego Bazylego Lupu w 1649 r., pisarz ziemski żydaczowski w 1648 r., sędzia kapturowy ziemi halickiej w latach: 1648 i 1668, podstarości i sędzia grodzki krakowski w 1644 r., komornik ziemski krakowski w 1636 r., elektor w latach: 1632, 1648 i 1669.

## Życiorys
Urodził się około 1605 roku jako syn Jana (o którym pisano współcześnie, iż: zwany [był] wielkim ze względu na posturę i okazałość umysłu oraz że był mężem odważnym) i Zofii Raszowskiej herbu Grzymała, córki Wojciecha i Katarzyny Otuskiej herbu Samson. Był bratem między innymi: Pawła, podstarościego trembowelskiego, Gabriela, elektora w 1632 i Zofii, pierwszej żony Hieronima Wierzbowskiego herbu Jastrzębiec, kasztelana sieradzkiego, wojewody brzeskokujawskiego i sieradzkiego oraz wielkorządcy krakowskiego, stryj Stanisława Mrozowickiego (Morozenki), pułkownika korsuńskiego.
W 1623 r. studiował na Akademii Krakowskiej. W 1632 r. wziął udział razem z braćmi Pawłem i Gabrielem w elekcji Władysława IV z województwem krakowskim. Według Seweryna Uruskiego w 1636 r. został komornikiem ziemskim krakowskim, a w 1644 r. podstarostą i sędzią grodzkim krakowskim. Przed 15 września 1642 r. został sekretarzem króla Władysława IV, w tym dniu bowiem sejmik halicki w swoim laudum powołał go, z tym tytułem, na poborcę i administratora czopowego.
Ze względu na swoje wykształcenie i autorytet w środowisku szlacheckim na Rusi Czerwonej zdecydował się na karierę w sądownictwie, piastując przez kilkadziesiąt lat różne urzędy sądowe, będąc przez 35 lat sekretarzem kolejno królów: Władysława IV, Jana Kazimierza, Michała Korybuta Wiśniowieckiego oraz Jana III Sobieskiego, był często wykorzystywany przez monarchów do reprezentowania ich na terenie Rusi Czerwonej; jak pisze współczesny jemu Szymon Okolski:  jeszcze na Pokuciu pozostaje sekretarzem najjaśniejszego króla, pisarz żydaczowski najlepiej się nadający do licznych spraw Królestwa i przyjaciół, liczne rozwikłał spory.
W 1643 r. został podstarostą lwowskim i 4 maja tego roku złożył przysięgę pełniąc ten urząd co najmniej do 13 grudnia 1649 r., kiedy to jako podstarości lwowski przyłożył pieczęć do decyzji króla Jana Kazimierza dotyczącej mieszczan lwowskich. 25 czerwca 1647 r. podpisał laudum sejmiku halickiego, ustalającego podatki na rzecz zapłaty wojsku ukrainnemu. 4 czerwca 1648 r., po klęskach wojsk koronnych w wojnie z kozaczyzną, wziął udział w zgromadzeniu rycerstwa we Lwowie, podpisując Laudum ziemian województwa ruskiego.
W 1648 r. został poborcą halickim i sędzią kapturowym ziemi halickiej. W tym samym roku jako Sekretarz Króla I. Mości Poseł, y sędzia Kapturowy Ziemi Halickiey podpisał elekcję króla Jana Kazimierza i pacta conventa. 17 listopada 1648 r., w imieniu województwa ruskiego podpisał Suffragia Jana Kazimierza, m.in. ze swoimi braćmi Pawłem i Marcinem oraz pozostałymi krewnymi: Janem, Stanisławem, Mikołajem, Wojciechem i drugim Janem Mrozowickimi oraz ze swoim szwagrem Marcinem Łukaszem Oleśnickim herbu Radwan, Dworzaninem Pokoiowym K. I. M.. Poseł ziemi halickiej na sejm elekcyjny 1648 roku. W 1648 r. został mianowany przez króla Władysława IV pisarzem ziemskim żydaczowskim. 15 marca 1649 r. sejmik halicki zlecił Jerzemu Mrozowickiemu oraz Wojciechowi Bieniewskiemu restaurację ksiąg ziemskich i grodzkich, wobec znacznemu ich spustoszeniu w czasie działań wojennych. W 1649 r. Andrzej Potocki, późniejszy kasztelan krakowski i hetman polny koronny, a wówczas starosta halicki, mianował dodatkowo Jerzego Mrozowickiego podstarostą halickim. Sejmik halicki, 6 października 1649 r., wybrał Jerzego Mrozowickiego na posła na Sejm warszawski, który został otwarty 22 grudnia 1649 roku, jednocześnie ten sam sejmik halicki wyznaczył Jerzego Mrozowickiego, razem z Krzysztofem Strzemeskim, późniejszym podsędkiem halickim, na posła do hospodara mołdawskiego Bazylego Lupu, w celu podziękowania za sąsiedzką pod te bunty dotrzymaną przyjaźń hospodarowi IMci o wydanie (…) buntowników prosić.
20 września 1650 r. otrzymał nominację królewską na pisarza ziemskiego halickiego, który to urząd piastował przez blisko 30 lat aż do swojej śmierci w 1677 roku. W 1652 r. był posłem króla Jana Kazimierza na sejmik w Haliczu. Na tymże sejmiku 9 września powierzono mu oraz Adamowi Zebrzydowskiemu, podstarościemu halickiemu grodzkiemu, zrewidowanie włók w dobrach J. Kr. Mci wybranieckich. Został on tam również doceniony, stwierdzono bowiem w laudum sejmikowym, iż po wielokroć Imć p. Jerzy Mrozowicki pisarz ziemi halickiej sekretarz J. Kr. Mci jako bonus civis patriae, insistendo vestigiis domu swego przy trudach cum dispendio fotrunae suae et salutis zwykł consestari usługę swoją na różnych miejscach ziemi naszej z ukontentowaniem IMciów braci wszystkich. Doceniony został wówczas również za koszty i prace podjęte przy uwiezieniu podczas rebeliej kozackiej ksiąg grodzkich trembowelskich. Od 1648 r. był również pisarzem grodzkim żydaczowskim. Na sejmiku halickim 8 marca 1653 r. razem ze Stanisławem Głowińskim herbu Roch II, sędzią ziemskim halickim, decyzją zgromadzonej szlachty, otrzymał ukontentowania za poniesione koszty i straty w czasie rebelii kozackich. Posłował na sławetny sejm odbywający się od stycznia do marca 1652 roku, który miał się zająć sprawami organizacji państwa i ugody z Kozakami w Białej Cerkwi oraz w sprawie Hieronima Radziejowskiego, skazanego przez sąd marszałkowski na infamię, jednak został ów sejm zerwany przez posła upickiego Władysława Sicińskiego.
W 1653 r. posłował na Sejm i został przez niego powołany, obok Stanisława Lanckorońskiego, wojewody ruskiego, Aleksandra Cetnera, kasztelana halickiego, Adama Dzierżka, starosty żydaczowskiego, Jakuba Wojny Orańskiego, podsędka czernichowskiego, Stanisława Rzewuskiego, podstolego bracławskiego i Piotra Ożgi, pisarza ziemskiego lwowskiego, na komisarza sejmowego do oceny poczynionych szkód pod Zbarażem podczas oblężenia w 1649 r., kiedy to Dymitr ks. Wiśniowiecki poniósł znaczny uszczerbek na swoim majątku. Był również posłem na Sejm nadzwyczajny w Warszawie od 19 maja do 20 czerwca 1655 r. i z koła poselskiego powołany na deputata na Trybunał Koronny w Radomiu. W 1657 r. był, razem z Janem Tomaszem Jabłonowskim, posłem szlachty ziemi halickiej do króla Jana Kazimierza, któremu mieli oni, zgodnie z instrukcją z 5 kwietnia 1657 r., przedstawić trudną sytuację ziemi halickiej: przez częste wojsk narodów różnych przechodzenie (…) desolacyą i samych opryszków, którzy uczyniwszy z granicą wołoską ligę kupami niemałymi codziennie dobra nasze dość już spustoszone rabują. Mieli jemu przedstawić groźbę buntów chłopskich inspirowanych przez nieprzyjaciół, dążących do zajęcia terenów przygranicznych. Prosili króla o wsparcie hetmanów w opanowaniu tej sytuacji. Został w 1659 r. wyznaczony przez króla Jana Kazimierza, obok m.in.: Mikołaja Jerzego ks. Czartoryskiego, wojewodę bracławskiego, Stanisława Kazimierza Bieniewskiego, kasztelana wołyńskiego, Aleksandra Cetnera, kasztelana halickiego, Konstantego Szczawińskiego, kasztelana kruszwickiego, Jana Teodoryka Potockiego, podkomorzego halickiego i Andrzeja Potockiego, starostę halickiego, do komisji sejmowej od Wołoch y od Węgier z Ziemią Halicką, mającej na celu ...uspokojenia Państwa nasze z pogranicznymi sąsiady. Komisja ta miała za zadanie wyjaśnić wszystkie sprawy sporne, dotyczące wzajemnych szkód i gwałtów oraz pogwałconego pokoju, z hospodarem wołoskim i księciem siedmiogrodzkim, które miały być przedstawione hetmanom w celu naprawienia ewentualnych krzywd i ukarania winnych. W 1660 r. wziął udział w lustracji województw podolskiego i bełskiego. Do przeprowadzenia tej lustracji powołał Sejm początkowo trzyosobowy zespół w składzie: Jarosz (Hieronim) Dunin, sekretarz królewski, jako reprezentant interesów korony, Jan Franciszek Lubowiecki, kasztelan chełmski, z ramienia senatu, i Adam Burchacki, cześnik czernichowski, jako przedstawiciel Izby Poselskiej, ale na jego miejsce wszedł Jerzy Mrozowicki, jako pisarz ziemski halicki i jego podpis znajduje się na akcie powyższej lustracji.
23 sierpnia 1660 r. ponownie został powołany na posła sejmiku halickiego, razem ze Zbigniewem Chomentowskim, do króla Jana Kazimierza w sprawie niepokojów na granicy z Wołoszą, gdzie, przy poparciu hospodara Konstantego, kilka tysięcy opryszków zagroziło Mohylewowi i prosili o wsparcie hetmanów. 12 września 1661 r. Jerzy Mrozowicki złożył swój podpis pod protestem ziemian halickich przeciwko uchwale sejmowej dotyczącej alienacyi dóbr Rzptej. Na zlecenie Jana Kazimierza Krasińskiego, podskarbiego wielkiego koronnego w styczniu i lutym 1662 r. wspólnie z Janem Franciszkiem Lubowieckim herbu Szreniawa, kasztelanem wołyńskim i starostą puńskim, Hieronimem Duninem, sekretarzem królewskim oraz Stanisławem Machalskim, pisarzem skarbu koronnego, dokonał lustracji miasta Przemyśla. Jako lustrator, w 1662 r. potwierdził cechom w Przemyślu ich artykuły i wziął ich w obronę przed partaczami. W tymże roku lustrował starostwo łuckie. W 1663 r. został wyznaczony przez króla Jana Kazimierza do lustracji między innymi miasta Drohobycza, podczas której mieszkańcy miasta żądali wypędzenia kupców żydowskich. Lustracja trwała trzy dni i objęła przegląd ksiąg i dokumentów miejskich, sprawdzenie stanu obwarowań, ratusza, kościoła i studni, a także rozpatrzenie skarg. Lustratorami królewskimi, których wyznaczono do skontrolowania województw bełskiego, wołyńskiego i podolskiego, obok Mrozowickiego, zostali kasztelan wołyński Jan Franciszek Lubowiecki oraz pisarz skarbu koronnego Stanisław Makalski. Zdecydowali oni między innymi, że donacja na rzecz wspólnoty żydowskiej dokonana przez Jana Mikołaja Daniłowicza w 1616 r. była legalna i dzięki ich decyzji dzielnica żydowska w Drohobyczu mogła zostać utrzymana.
4 czerwca 1664 r. został marszałkiem sejmiku halickiego, na którym ustalono obowiązki obronne ziemian halickich, w związku z niepokojami na Ukrainie. W 1667 r. posłował na sejm, który zebrał się pod laską Andrzeja Kotowicza 7 marca i został przez króla Jana Kazimierza powołany na jednego z komisarzy sejmowych, obok: Michała Jerzego ks. Czartoryskiego, wojewody wołyńskiego, Michała Stanisławskiego, wojewody kijowskiego, Stanisława Bieniewskiego, wojewody czernichowskiego, Andrzeja Potockiego, chorążego koronnego i starosty halickiego, Mikołaja Potockiego, generała podolskiego, i innych, w celu uzgodnienia z komisarzami hospodara wołoskiego, wszystkich wzajemnych krzywd, dotyczących: odbieranych gruntów, samowoli wobec kupców i innych spornych spraw, w celu ich wyrównania. W 1668 r. został ponownie sędzią kapturowym halickim. 11 i 28 września podpisał dwie protestacje z powodu zerwania sejmiku deputackiego halickiego. 8 października 1668 r. podpisał laudum sejmiku halickiego. Jako poseł na sejm elekcyjny 1669 roku z ziemi halickiej był elektorem Michała Korybuta Wiśniowieckiego z ziemi halickiej w 1669 roku.
Podpisał Pacta Conventa z województwem ruskim. W związku z zerwaniem Sejmu w październiku 1669 r., wydał 16 grudnia tego roku specjalne orędzie, które zostało wpisane do ksiąg grodzkich halickich. 24 stycznia 1670 r. został powołany razem z Janem Franciszkiem na Lubieniach Lubowieckim, kasztelanem wołyńskim i Stanisławem Machalskim, pisarzem skarbu koronnego, przez króla Michała Korybuta Wiśniowieckiego, do komisji lustracyjnej województwa ruskiego.
20 grudnia 1670 r. ponownie został marszałkiem sejmiku halickiego, który ustalił podatki dla ziemian halickich. Ustalono na powyższym sejmiku również zasady wynagrodzenia dla wojsk koronnych. 12 czerwca 1671 r. został przez sejmik halicki wybrany posłem sejmiku do króla Michała Korybuta Wiśniowieckiego, któremu przedstawił zagrożenia ze strony maxime swawoli kozackiej i rebelii sobie życzących z Ukrainą jedno rozumiejących, tudzież granice wołoską, multańską, węgierską zawsze sobie nieprzyjazną i zdradliwą 12 czerwca 1671 r. laudum sejmiku halickiego zwołało pospolite ruszenie stosownie do uchwały sejmowej, a Aleksander Cetner, kasztelan halicki, oznajmił, że stawi się do obozu pod Haliczem, natomiast Mikołaj Truskolaski, marszałek pospolitego ruszenia wyznaczył Mrozowickiego na rotmistrza z koła ziemian.
We wrześniu 1671 r. po raz kolejny Jerzy Mrozowicki posłował, tym razem z Łabędzkim, w imieniu szlachty halickiej, do króla Michała Korybuta Wiśniowieckiego i zdał relację ze swej misji na specjalnie zwołanym przez Aleksandra Cetnera, kasztelana halickiego sejmiku w dniu 13.09.1671 r.. 2 stycznia 1674 r. został wybrany posłem sejmiku halickiego na sejm konwokacyjny i deputatem do sądu kapturowego. 29 marca 1674 r. podpisał się pod deklaracją sejmiku halickiego w sprawie podatków. 10 września 1674 r. sejmik ziemi halickiej powołał jego na deputata na Trybunał Lubelski. W 1677 r. był posłem sejmiku halickiego do króla Jana III Sobieskiego i w tym roku zmarł.
Posiadał swoje dobra zarówno w województwie krakowskim (np d. Ujazd), jak i na Rusi Czerwonej, pisał się z Mrozowic na i Sarnkach w ziemi halickiej.
Jerzy Mrozowicki około 1645 r. ożenił się z Jadwigą Oleśnicką herbu Radwan, córką Łukasza, podsędkowicza bełskiego i Katarzyny Podfilipskiej herbu Ciołek, sędzianki kamienieckiej, z którą pozostawił dzieci: Konstantego Stanisława, księdza, dra obojga praw, sekretarza królewskiego, Prezydenta Lubelskiego Trybunału Koronnego, administratora sede vacante Archidiecezji Lwowskiej, kanclerza kapituły metropolitalnej, oficjała, wikariusza generalnego i archidiakona lwowskiego, Marcina, cześnika buskiego i podstolego grabowieckiego, Pawła, podstarościego lwowskiego i sędziego ziemskiego halickiego oraz Jana Franciszka, sędziego ziemskiego lwowskiego.

## Wywód przodków
| 4. Stanisław Mrozowicki |  |                    |  |  |                     |
|                         |  | 2. Jan Mrozowicki  |  |  |                     |
| 5. N Janicka            |  |                    |  |  |                     |
|                         |  |                    |  |  | 1. Jerzy Mrozowicki |
| 6. Wojciech Raszowski   |  |                    |  |  |                     |
|                         |  | 3. Zofia Raszowska |  |  |                     |
| 7. Katarzyna Otuska     |  |                    |  |  |                     |
|                         |  |                    |  |  |                     |